# Характеристическое рентгеновское излучение
Характеристическое рентгеновское излучение (англ. Characteristic X-rays) — излучение, возникающее при переходе электрона из внешней оболочки на вакансию, имеющуюся на нижнем уровне атома. Совокупность возможных переходов создаёт набор, характерный для каждого элемента. Характеристическое рентгеновское излучение было открыто Чарлзом Барклой в 1909 году, который впоследствии получил за это открытие Нобелевскую премию по физике в 1917 году.
Характеристическое рентгеновское излучение возникает, когда элемент подвергается воздействию высокоэнергетичных частиц (фотонов, электронов и ионов, таких как протон). Когда первичная частица бомбардирует связанный электрон (целевой электрон) в атоме, целевой электрон выбивается из внутренней оболочки атома. После излучения электрона, в атоме возникает вакантный энергетический уровень. Электрон из внешней оболочки переходит на свободный внутренний уровень, излучая фотон с энергией, равной разнице энергий между высшим и низшим состояниями. Каждый элемент имеет уникальный набор энергетических уровней — таким образом, переходы с высших состояний на низшие создают набор рентгеновских лучей, имеющих частоты, характерные для каждого элемента. Когда электрон переходит из L-оболочки в K-оболочку, эмитированный луч называют Kα-переходом. Аналогично, когда электрон переходит из M-оболочки в K-оболочку, эмитированный луч называют Kβ-переходом. Однако иногда вместо излучения рентгеновского луча энергия может перейти другому электрону, который и будет эмитирован из атома.

## Применение
Характеристическое рентгеновское излучение может быть использовано для идентификации элемента, которым оно было испущено. Это свойство используется в различных методах, включая рентгеновскую флуоресцентную спектроскопию, возбуждённое протонами рентгеновское излучение, энергодисперсионную рентгеновскую спектроскопию, дисперсионную рентгеновскую спектроскопию по длине волны.